# Escut d'Antigua i Barbuda
L'escut d'Antigua i Barbuda, creat el 1966 per Gordon Christopher, fou aprovat oficialment el 16 de febrer del 1967. El simbolisme de l'escut d'armes és més complex que el de la bandera estatal, però hi ha diversos elements similars.
És un escut ondat d'argent i atzur amb el cap de sable carregat d'un sol ixent d'or i el peu de sinople, damunt el qual hi ha un molí de sucre en forma de torre d'or. El sol i les franges blava i blanca també apareixen a la bandera i fan referència al mar i les platges i el sol com un nou començament sobre un fons negre en al·lusió a l'origen africà de la major part de la població.
Com a cimera de l'escut hi ha un casc coronat per una pinya i quatre flors d'hibisc vermell, elements representatius de la flora de les illes. Com a suports de l'escut, dos cérvols rampants, l'animal emblemàtic d'Antigua i Barbuda. El de la destra aguanta una canya de sucre que, juntament amb el molí de l'escut, al·ludeix a la producció de sucre, històricament la principal indústria del país; el de la sinistra sosté una atzavara florida, en al·lusió a l'antiga indústria de cordes i cordills, i és un senyal que ja formava part de l'antic segell colonial.
Sota l'escut, una cinta amb el lema nacional en anglès: EACH ENDEAVOURING, ALL ACHIEVING ('Esforçant-s'hi tothom s'aconsegueix tot').